# Enrico Montanari
Enrico Montanari (Roma, 15 maggio 1942) è uno storico delle religioni italiano.

## Biografia
Enrico Montanari è, dal 1993, professore ordinario di Storia delle religioni  presso il Dipartimento di studi storico-religiosi della Facoltà di Lettere e Filosofia della Sapienza Università di Roma.
Coordinatore del Dottorato di ricerca in "Storia Religiosa" alla Sapienza Università di Roma dal 1995 al 2008, ha collaborato con il Seminario internazionale di Studi storici "Da Roma alla Terza Roma" e con il Pontificio Istituto Orientale.
Precedentemente aveva ricoperto l'incarico di preside presso la Facoltà di Lettere e Filosofia all'Università dell'Aquila durante il triennio 1990-1993.
Dirige per la Bulzoni editore la collana Mos maiorum, inerente agli studi sulla tradizione romana. 

## Opere
- Il mito dell'autoctonia. Linee di una dinamica mitico-politica ateniese. Roma, Bulzoni editore, 1981.
- Mito e storia nell'annalistica romana delle origini. Roma, Edizioni dell'Ateneo, 1990.
- Categorie e forme nella storia delle religioni. Milano, Jaca Book, 2001.
- La fatica del cuore. Saggio sull'ascesi esicasta. Milano, Jaca Book, 2003.
- Fumosae imagines. Identità e memoria nell'aristocrazia repubblicana. Roma, Bulzoni editore, 2009.

| Controllo di autorità | VIAF (EN) 5634148753699041320009 · ISNI (EN) 0000 0000 8078 1732 · SBN CFIV088795 · BAV 495/76607 · LCCN (EN) nr89008522 · GND (DE) 140358978 · BNE (ES) XX1370061 (data) · BNF (FR) cb121312450 (data) · CONOR.SI (SL) 29294947 |